# Echtscheiding
Een echtscheiding is in het familierecht de beëindiging van een burgerlijk huwelijk. Meer in algemene zin verwijst scheiding in de demografie naar de relatieontbinding van een huwelijk, geregistreerd partnerschap of ongehuwde samenwoonrelatie.

## Geschiedenis

### Franse echtscheidingswet van 1792
Op 20 september 1792 werd door de Franse Assemblée Nationale de wet op de echtscheiding vastgesteld. Deze uiterst liberale regeling maakte echtscheiding mogelijk door wederzijdse instemming, of simpelweg op grond van de bewering van onverenigbaarheid van karakter door één der echtgenoten. Echtscheiding hoefde niet uitgesproken te worden door een rechter, maar kon simpelweg worden geregistreerd door de ambtenaar van de burgerlijke stand. Omdat in 1794 Maastricht en heel het omliggende gebied door de Franse Republiek was veroverd, en het gebied per 1 oktober 1795 door Frankrijk werd geannexeerd, werd ook per besluit van 12 juli 1796 de wet op de echtscheiding van toepassing verklaard.
Het eerste echtpaar dat van de nieuwe mogelijkheid gebruik maakte was Wilhelmus Meers en Agatha Lenaerts, die op 26 november 1775 in de Sint-Jacobskerk te Maastricht waren getrouwd. Na verloop van jaren was de onenigheid tussen de echtelieden toegenomen en op 19 september 1794 sprak de kerkelijke rechter scheiding van tafel, bed en samenwoning uit. Twee jaar later maakte het echtpaar - mevrouw althans, want meneer kwam niet opdagen - gebruik van de nieuwe mogelijkheid tot echtscheiding die de Franse wetgeving bood. Jean-Abraham Mamin, ambtenaar van de burgerlijke stand van Maastricht, schreef op 29 fructidor van het jaar 4 (15 september 1796) hun scheidingsakte in, die daarmee de eerste echtscheiding in Nederland is. Met de Code Napoléon van 1804 werd de ruime mogelijkheid tot echtscheiding alweer teruggedraaid.

### Nederland in de periode 1814-1971

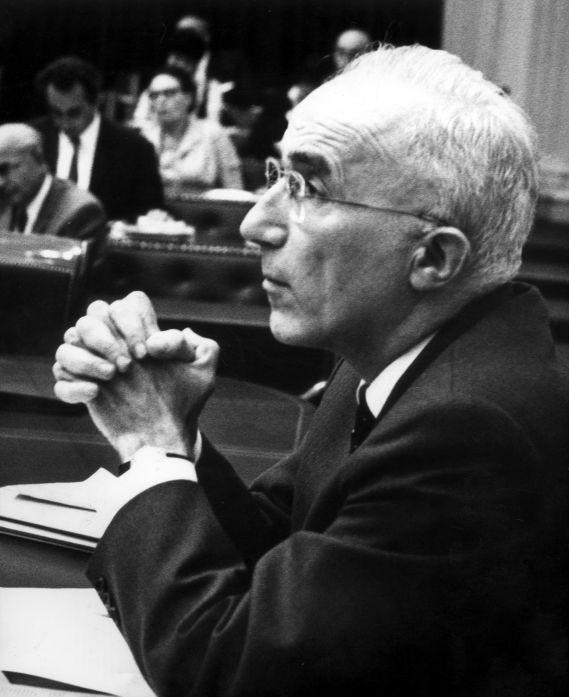
Minister van Justitie Carel Polak

Voor de herziening van het Burgerlijk Wetboek in 1971 was het in Nederland moeilijk om tot echtscheiding te komen. In het Burgerlijk Wetboek van 1838 werden vier gronden omschreven: overspel, curatele op grond van verkwisting, veroordeling tot gevangenisstraf wegens misdrijf van vier jaar of meer, en mishandeling. Als geen van deze gronden aanwezig was, was er geen mogelijkheid tot echtscheiding. Wilde men toch scheiden, dan moest er een rechtsgeldige grond worden gecreëerd. Meestal koos men dan voor overspel, omdat de andere drie gronden problematisch konden worden. De één beschuldigde de ander van overspel, waarbij soms een derde persoon betrokken moest worden om een buitenechtelijke relatie voor de rechter aannemelijk te maken. Overspel hoefde niet langer bewezen te worden dankzij een arrest van de Hoge Raad uit 1883. Een bekentenis was voldoende. Hiermee legde het de basis voor de ‘grote leugen’: een echtscheiding aanvragen door overspel te bekennen, terwijl er in werkelijkheid geen sprake van was geweest. Het werd zo toch mogelijk om te scheiden als een van de echtgenoten de schuld op zich nam.

### Nederland in de periode 1971-heden
In Nederland voerde minister van Justitie Carel Polak uiteindelijk in 1971 een wetswijziging door. De enige grond voor echtscheiding werd "duurzame ontwrichting". Wanneer beiden deze grond aanvoeren, wordt dit voor waarheid aangenomen, tenzij de ander het bestrijdt. Als aan deze voorwaarde is voldaan, zal de rechter de echtscheiding uitspreken.
Het aantal echtscheidingen ligt in Nederland inmiddels al langere tijd rond de 30.000 per jaar: van 28.419 echtscheidingen in 1990 via een hoogtepunt van 34.650 in 2000 naar 33.272 echtscheidingen in 2012.

## Regelingen in Nederland
In Nederland is het huwelijk, inclusief de ontbinding daarvan, geregeld in Boek 1 van het Burgerlijk Wetboek.

### Verzoek om echtscheiding
Een gehuwde kan op elk moment na de huwelijkssluiting om een echtscheiding vragen en hoeft geen bepaalde periode getrouwd te zijn geweest. Men kan bij wijze van spreken op dezelfde dag van de huwelijkssluiting een echtscheiding aanvragen. Een scheidingsprocedure begint met een verzoekschrift aan de rechter. Het verzoekschrift kan iemand alleen indienen, maar ook samen met de huwelijkspartner. Het moet echter steeds door een advocaat worden ingediend. Als er een eenzijdig verzoek om scheiding wordt ingediend, kan het zijn dat de huwelijkspartner bezwaar heeft tegen dit verzoek of de nevenvoorzieningen. De wederhelft kan dan verweer voeren.
Als binnen het huwelijk kinderen worden geboren, die ten tijde van het verzoek tot echtscheiding nog minderjarig zijn, dan dient bij het verzoek tot echtscheiding tevens een ouderschapsplan te worden gevoegd. In dat plan dienen beide ouders afspraken vast te leggen over de wijze waarop zij de kinderen na de echtscheiding gezamenlijk willen opvoeden. Door de echtscheiding komt er geen wijziging in de gezagsrelatie tussen ouders en kinderen. Wel kan een van beiden het eenhoofdig gezag over de kinderen vragen, maar dat wordt enkel in zeer uitzonderlijke gevallen (mishandeling, seksueel misbruik e.d.) toegewezen.
In het verzoekschrift kan een gehuwde vragen om één of meer nevenvoorzieningen. Dit is een beslissing van de rechter over een verzoek dat samenhangt met de scheiding. De rechter kan een nevenvoorziening treffen voor:
- het gezag over en de verdeling van de zorg over de minderjarige kinderen;
- de alimentatie voor de voormalige huwelijkspartner of de kinderen;
- de boedelverdeling;
- het recht om in de echtelijke woning te verblijven;
- andere zaken die met de scheiding samenhangen.

### Wettelijke vereisten
In Nederland is echtscheiding alleen mogelijk als de verbintenis duurzaam is ontwricht. Er is sprake van duurzame ontwrichting, als de verhouding binnen het huwelijk zo moeilijk is geworden, dat het niet mogelijk is om nog langer bij elkaar te blijven. Als een van beide partijen dat stelt dan wordt de duurzame ontwrichting echter vrijwel altijd aangenomen door de rechter. Men kan een scheiding in gang zetten door als partners elk een eigen advocaat in te huren of door gezamenlijk voor mediation te kiezen. In het eerste geval wordt een scheiding vaker een juridische strijd en in het laatste geval wordt er in overleg met elkaar gescheiden. Bij mediation wordt er een vaststellingsovereenkomst opgemaakt waarmee een advocaat naar de rechter kan om het huwelijk te laten ontbinden.
De Nederlandse rechter is alleen in de volgende gevallen bevoegd om een echtscheiding uit te spreken:
- De echtgenoten hebben beiden de Nederlandse nationaliteit.
- De echtgenoten hebben geen gemeenschappelijke nationaliteit maar hebben hun feitelijke woonplaats in Nederland.
- De echtgenoten hebben geen gemeenschappelijke nationaliteit en hebben hun feitelijke verblijfplaats ieder in een ander land.
- Door partijen is een verklaring gegeven dat zij Nederlands recht wensen toe te passen, of dit is door een van de partijen gedaan en door de andere partij niet weersproken.

### Rechtbank en zitting
Een verzoek om scheiding dient men in bij de rechtbank in het arrondissement waar men woont of waar de andere echtgenoot woont. Het verzoekschrift wordt door een advocaat naar de rechtbank gestuurd. Als een echtpaar samen om de scheiding vraagt en het eens is over de gevolgen of denkt het eens te kunnen worden, dan hoeven zij samen maar één advocaat te nemen. Bij een eenzijdig verzoek moeten beide echtgenoten een eigen advocaat nemen (tenzij de niet verzoekende partij geen verweer voert, in dat geval wordt de echtscheiding 'bij verstek' uitgesproken).
Als alle stukken bij de rechtbank zijn, wordt er een datum vastgesteld voor de zitting. De echtgenoten krijgen hiervoor een oproep. Zij zijn niet verplicht om naar de zitting te komen. Wegblijven is echter niet verstandig. De advocaten doen het woord voor de echtgenoten. Tijdens de zitting vraagt de rechter aan de echtelieden of zij nog iets willen zeggen dat van belang kan zijn voor de beslissing. Als iedereen aan het woord is geweest, deelt de rechter mee wanneer hij de beslissing neemt.
Er vindt geen zitting plaats als het een gemeenschappelijk verzoek betreft of als er een eenzijdig verzoek is ingediend zonder verweer.
Zijn er kinderen van 12 jaar of ouder (tot 18) betrokken bij de scheiding, dan ontvangen zij van de griffier een brief waarin zij worden opgeroepen om door de rechter gehoord te worden. De rechter vraagt hen dan naar hun mening omtrent het gezag / verblijfplaats. De kinderen kunnen ook aangeven niet gehoord te willen worden door de rechter en schriftelijk hun mening te willen geven.
De rechter beslist op basis van het verzoekschrift en andere stukken. Na de zitting neemt de rechter de beslissing. De beslissing wordt schriftelijk vastgelegd. Dit wordt een beschikking (geen vonnis) genoemd. De echtgenoten krijgen de beschikking via hun advocaat thuisgestuurd. Als een van de echtgenoten het niet eens is met de beschikking van de scheiding, kan deze in hoger beroep gaan bij het Gerechtshof. Het Hof bekijkt de zaak opnieuw en geeft daarna een beschikking. Is een van de echtgenoten het niet eens met de beschikking van het Hof, dan kan deze beroep in cassatie instellen bij de Hoge Raad der Nederlanden. De Hoge Raad bekijkt de zaak niet opnieuw. De Raad gaat alleen na of het recht goed is toegepast.
De gemiddelde doorlooptijd van echtscheidingszaken is één maand bij gemeenschappelijke verzoeken, drieënhalve maand bij eenzijdige verzoeken zonder tegenspraak, en elf maanden bij eenzijdige verzoeken op tegenspraak.

#### Flitsscheiding
Van 1 april 2001 tot 1 maart 2009 was het in Nederland mogelijk het huwelijk te ontbinden door middel van de zogenaamde flitsscheiding waaraan de rechter niet te pas komt. Men zette dan het huwelijk om in een geregistreerd partnerschap (dat was ingevoerd in 1998, vooral als voorziening voor homoseksuele stellen die toen nog niet konden trouwen) en vervolgens werd dat geregistreerd partnerschap ontbonden. In totaal zijn op die manier iets meer dan 30.000 huwelijken ontbonden.

### Voorlopige voorzieningen
Een scheidingsprocedure kan veel tijd kosten als de echtgenoten het niet eens zijn over de dingen die geregeld moeten worden, zoals het gezag over de kinderen of de alimentatie. Het kan dan wenselijk zijn een voorlopige voorziening te laten treffen. Dit is een voorlopige beslissing van de rechter over zaken waarover men het niet over eens kan worden. Veelal betreft de hoogte van de (tijdelijke) alimentatie en de tijdelijke zorgregeling. Een veel gevraagde beslissing is om een van de echtgenoten het 'uitsluitend gebruik' van de echtelijke woning toe te kennen. Indien de rechter dit toestaat, mag de andere echtgenoot de woning niet langer betreden. De beslissing geldt alleen tijdens de procedure. Tegen een voorlopige voorziening kunnen de echtgenoten niet in hoger beroep gaan. Er is wel een beperkte mogelijkheid om wijziging van een voorlopige voorziening aan te vragen.
Een van de echtgenoten kan een voorlopige voorziening via de advocaat aanvragen. Men kan dit tijdens de scheidingsprocedure doen of vóórdat de scheidingsprocedure is gestart.
Een bijzondere voorlopige voorziening is het zogenaamde maritaal beslag. Met deze maatregel kan worden voorkomen dat een van de echtgenoten tijdens of na de echtscheidingsprocedure goederen aan de huwelijksgemeenschap onttrekt of wegmaakt.

### Convenant
Als de echtgenoten het eens zijn over de scheiding en de gevolgen, kunnen zij afspraken vastleggen in een convenant.
Het opstellen van een convenant is niet wettelijk verplicht, maar de echtscheiding kan met een convenant aanmerkelijk sneller verlopen. Daarnaast kunnen de scheidende partijen, door het schriftelijk vastleggen van de rechten en plichten van de scheidende partijen, bij mogelijke onenigheid in de toekomst terugvallen op de inhoud van het convenant.
Als de echtgenoten het eens zijn over de scheiding en de gevolgen, moet men via de advocaat een gemeenschappelijk verzoek tot echtscheiding indienen bij de rechtbank. Een convenant dat samen met het gemeenschappelijk verzoek wordt ingediend, wordt vaak aan de beschikking gehecht, waarmee het dezelfde status krijgt en de bepalingen daarin kunnen worden geëxecuteerd door de deurwaarder. Na het indienen van het gemeenschappelijk verzoek moet de rechtbank binnen drie maanden de echtscheidingsbeschikking hebben gewezen.
Een convenant heeft geen zogenaamde derdenwerking, maar bindt enkel de echtgenoten. Dat wil zeggen dat anderen niet gebonden zijn aan wat de echtgenoten afspreken in het convenant. Indien beiden bijvoorbeeld afspreken dat ieder 50% van een bestaande (gezamenlijke) schuld betaalt, hoeft de schuldeiser hiermee niet akkoord te gaan. Als een van beiden zich niet aan de afspraak houdt, mag de schuldeiser het volledige bedrag op de ander verhalen. Weliswaar kan dit weer worden verhaald op de niet-betalende ex-echtgenoot, maar het is zeer goed denkbaar dat deze 'verdwenen' is of geen verhaal biedt, of de procedurekosten hoger zijn dan de baten. Hieraan wordt vaak door advocaten en mediators te weinig of in het geheel geen aandacht besteed.

#### Pensioen
In een convenant kan men ook afspraken maken over de verdeling van de door de partners opgebouwde pensioenen. Indien de partners dit niet onderling afspreken, volgt voor huwelijken die na 30 april 1995 zijn geëindigd een pensioenverevening volgens de Wet verevening pensioenrechten bij scheiding (wet VPS). Pensioenfondsen zijn verplicht aan die verevening mee te werken, mits de aanvraag binnen twee jaar na inschrijving is ingediend.

### Scheiding definitief
Nadat de beschikking is gegeven, kan binnen drie maanden hoger beroep worden ingesteld. Als het beroep is ingesteld tegen de echtscheiding zelf, kan de echtscheiding gedurende het hoger beroep niet worden ingeschreven. Het huwelijk is definitief ontbonden als de beschikking is ingeschreven in de registers van de burgerlijke stand. Voor de inschrijving moeten de scheidende echtgenoten een verzoek indienen bij de ambtenaar van de burgerlijke stand. Dit regelt meestal de advocaat. De echtgenoten kunnen ook samen persoonlijk de echtscheidingsbeschikking laten inschrijven door de ambtenaar van de burgerlijke stand. Dit gaat veel sneller en kan handig zijn als er haast is geboden, bijvoorbeeld vanwege de aan- of verkoop van een woning. Als zes maanden na de periode waarin hoger beroep openstaat, de beschikking nog niet is ingeschreven, vervalt de geldigheid daarvan.
Zodra de echtscheiding definitief is, kunnen de voormalig echtgenoten opnieuw een burgerlijk huwelijk aangaan.

### Scheiding van tafel en bed
Een bijzondere vorm van scheiding is de scheiding van tafel en bed. Bij een scheiding van tafel en bed blijven de echtgenoten volgens de wet getrouwd, maar gelden sommige rechten en plichten die verbonden zijn aan het huwelijk niet meer. Een scheiding van tafel en bed kan een oplossing zijn als iemand om godsdienstige of financiële redenen geen echtscheiding wil en wordt ingeschreven in het huwelijksgoederenregister bij de rechtbank. Indien men van tafel en bed gescheiden is, kan men gedurende drie jaar na de ingangsdatum niet definitief scheiden, tenzij beide partijen aangeven aan de Rechtbank toch echtscheiding te wensen. Na die drie jaar is de scheiding een formaliteit en kan men door een brief te schrijven aan de rechter eenzijdig tot ontbinding over gaan zonder dat de partner hier bezwaar tegen kan inbrengen. Bij ontbinding van het huwelijk na scheiding van tafel en bed is het huwelijk definitief beëindigd en kunnen de huwelijkspartners opnieuw trouwen of een geregistreerd partnerschap sluiten.

## Regelingen in België

### Soorten echtscheiding
Er zijn twee vormen van echtscheiding:
- echtscheiding op grond van onherstelbare ontwrichting (artikel 229 Burgerlijk Wetboek)
- echtscheiding door onderlinge toestemming (artikel 230 Burgerlijk Wetboek)

### Echtscheiding door onderlinge toestemming
Wanneer de echtgenoten alle twee wensen te scheiden en in staat zijn om tot een overeenkomst te komen kunnen zij in een gezamenlijk verzoek de echtscheiding aanvragen.

#### Voorwaarden
Beide echtgenoten moeten voorafgaand aan het verzoek tot echtscheiding een overeenkomst maken over de verdeling van hun goederen, hun schulden, de erfrechten, de levensverzekeringen, de gezinswoning, en vooral ook over de kinderen (verblijfsregeling, omgangsregeling, alimentatie).

#### Hoe?
Het opmaken van de echtscheidingsovereenkomst doe je ofwel zelf (kan ook via internet), ofwel via een advocaat, een notaris of echtscheidingsbemiddelaar.
Eens een overeenkomst gemaakt, dien je een verzoekschrift in bij de rechtbank van eerste aanleg van jouw keuze.

#### Procedure
Na de neerlegging van het verzoekschrift worden beide echtgenoten uitgenodigd om samen voor de rechter te verschijnen (binnen de maand). Op deze zitting wordt gevraagd aan beiden afzonderlijk of zij akkoord gaan met de overeenkomst en of zij nog steeds willen scheiden. Drie maanden later worden de echtgenoten nogmaals dezelfde vragen gesteld in een tweede verschijning. Als zij nog steeds akkoord gaan, wordt de echtscheiding uitgesproken. Het Openbaar Ministerie kan dan nog in beroep gaan binnen de maand. Is dit niet het geval, dan duurt het nog een achttal weken na het verstrijken van de beroepstermijn vooraleer de identiteitskaarten worden gewijzigd en de echtscheiding wordt overgeschreven in de registers van de burgerlijke stand. Vanaf dat ogenblik kan je indien gewenst opnieuw huwen.

### Echtscheiding op grond van onherstelbare ontwrichting van het huwelijk

#### Hoe?
De rechter spreekt de echtscheiding uit als hij vaststelt dat het huwelijk onherstelbaar ontwricht is. Het huwelijk is onherstelbaar ontwricht als het redelijkerwijs onmogelijk is geworden om het samenleven voort te zetten of te hervatten. Het bewijs van de onherstelbare ontwrichting kan met alle wettelijke middelen worden geleverd (artikel 229 § 1 Burgerlijk Wetboek). In dit geval moet de eiser de procedure met een dagvaarding opstarten.
De rechter spreekt de echtscheiding uit als de beide echtgenoten daarom vragen en zij meer dan 6 maanden feitelijk gescheiden wonen (artikel 229 § 2 Burgerlijk Wetboek). In dat geval kunnen de echtgenoten de echtscheiding vragen met een verzoekschrift. Dat verzoekschrift moet ondertekend worden door iedere echtgenoot of ten minste door een advocaat of notaris (artikel 1254 § 1 lid 1 Gerechtelijk Wetboek). Een verzoekschrift neerleggen bij de griffie van de rechtbank van eerste aanleg kost 100 euro aan rolrecht. Dat is veel goedkoper dan een dagvaarding.
De rechter spreekt de echtscheiding uit als één echtgenoot daarom vraagt en hij of zij meer dan 1 jaar feitelijk gescheiden woont van de andere echtgenoot (artikel 229 § 3 Burgerlijk Wetboek). In dat geval kan de eiser de procedure met een verzoekschrift opstarten (artikel 1254 § 1 lid 2 Gerechtelijk Wetboek). Dit verzoekschrift neerleggen op de griffie van de rechtbank van eerste aanleg kost ook 100 euro aan rolrecht. Dat is veel goedkoper dan een dagvaarding.
In geen geval is een advocaat verplicht, maar wel aan te raden.

#### Voorwaarden
Er zijn geen voorwaarden wat betreft de leeftijd van de echtgenoten of de huwelijksduur.
Men moet wel het bewijs kunnen leveren van de aangevoerde feiten.

#### Procedure
De echtscheidingsprocedure verloopt meestal voor twee verschillende rechters. Enerzijds worden de redenen tot echtscheiding beoordeeld door de bevoegde rechtbank van eerste aanleg, anderzijds worden de voorlopige maatregelen met betrekking tot de kinderen, de alimentatie, de schulden, de voorlopige verblijfsregeling beoordeeld door de kortgedingrechter.
Het gebeurt frequent dat moet worden overgegaan tot een verhoor van getuigen.
Indien de echtscheiding wordt toegestaan is het nodig deze beslissing te betekenen bij gerechtsdeurwaarder, om de beroepstermijn van een maand te doen ingaan.
Beslissingen van deze rechters zijn vatbaar voor hoger beroep bij het hof van beroep.
Is er geen beroep aangetekend, dan duurt het nog een achttal weken na het verstrijken van de beroepstermijn vooraleer de identiteitskaarten worden gewijzigd en de echtscheiding wordt overgeschreven in de registers van de burgerlijke stand. Vanaf dat ogenblik kan je indien gewenst opnieuw huwen.

### Ontwikkeling van het recht
Op 4 september 2006 verscheen de door justitieminister Onkelinx ingediende bilocatiewet. Het betreft een wet tot het bevoorrechten van een gelijkmatig verdeelde huisvesting van het kind van wie de ouders gescheiden zijn en tot regeling van de gedwongen tenuitvoerlegging inzake huisvesting van het kind.

## Gevolgen van scheiding

### Gevolgen voor volwassenen
Een echtscheiding (of een andere verbroken vaste relatie) kan financiële gevolgen hebben voor de betrokkenen. Het besteedbaar inkomen neemt vaak af, doordat beide partijen niet langer samen een huishouden voeren en in mindere mate vanwege de betaling van alimentatie. Soms belanden ex-echtgenoten hierdoor onder de armoedegrens. Van de Nederlandse stellen die recent zijn gescheiden leeft bijvoorbeeld 17% in armoede, terwijl twee jaar voor de scheiding slechts 9% van hen in armoede leefde. De kans op armoede is hoger voor vrouwen dan voor mannen en dan met name voor vrouwen met kinderen. Behalve voor het besteedbaar inkomen heeft scheiding gevolgen voor het pensioen. De scheiding zal ook voor ten minste een van de partijen een verhuizing betekenen. Soms moet de gemeenschappelijke woning worden verlaten en moeten beide ex-echtgenoten verhuizen. De echtscheiding brengt ook erfrechtelijke gevolgen met zich mee. De ex-echtgenoten zullen niet meer van elkaar erven. Als er echter een testament gemaakt was, zal deze beoordeeld moeten worden om te kijken of er bepalingen in staan ten behoeve van de ex-partner die niet langer wenselijk zijn. Ook is het mogelijk dat, vanwege gezamenlijke kinderen, de ene ex-partner toch nog aanspraak kan krijgen op de erfenis van de andere ex-partner. Hiervoor zijn specifieke echtscheidingstestamenten te maken.
Naast financiële gevolgen zijn er emotionele en psychologische gevolgen. Vooral bij vechtscheidingen kunnen deze ernstig zijn. De emotionele kunnen zich over vele jaren uitstrekken, afhankelijk van de duur van het huwelijk. Globaal wordt wel gesteld dat de emotionele verwerking in een optimale situatie net zoveel maanden duurt als de duur van het huwelijk in jaren. Als de conflicten tussen de ex-echtgenoten echter blijven voortduren na de echtscheiding worden dit soort gevolgen verergerd, en duurt de verwerking van de echtscheiding ook veel langer. Uit onderzoek blijkt dat gemiddeld mensen ongelukkiger zijn na de scheiding dan daarvoor.

### Gevolgen voor kinderen
De gevolgen voor eventuele betrokken kinderen kunnen afhangen van de leeftijd van de kinderen, maar vooral hoe de gescheiden ouders hun ouderschap vormgeven. Door een gedeeld ouderschap met goede afspraken en weinig conflicten kunnen de gevolgen voor kinderen worden beperkt. Gemiddeld blijkt dat kinderen van gescheiden ouders onder slechtere condities leven. Wat betreft de schoolresultaten, is er een negatief effect van scheiding op de onderwijsresultaten van kinderen in de jaren voordien (door conflict tussen ouders), in het jaar van de scheiding zelf (door stress door scheiding zelf en aanpassing aan nieuwe situatie) en in de jaren die volgen (door verwijdering van een van de ouders en lager gezinsinkomen). De onderzoeksresultaten geven aan dat dit negatief effect op de resultaten van leerlingen het grootst is tijdens het jaar van de scheiding. Onderzoek in België heeft ook aangetoond dat kinderen 45 procent minder kans op een diploma hoger onderwijs hebben, als de ouders voor de 18de verjaardag van het kind uiteengingen. Kinderen die vervreemd raken van een van de ouders (dit zijn in 2005 ongeveer 30 tot 40% van de kinderen rond 1 à 2 jaar na relatiebreuk) kunnen onder andere lijden aan het ouderverstotingssyndroom.
In Nederland heeft ongeveer 55% van de scheidende stellen kinderen. Dit is internationaal gezien vrij gemiddeld: het percentage varieert in Europa van 35%-70%. Voor België zijn geen vergelijkbare cijfers beschikbaar.

## Relatie met geslacht
In 2012 onderzocht het Britse Office for National Statistics de invloed van het geslacht op de echtscheidingsverzoeken. Hieruit bleek dat het aantal echtscheidingsverzoeken door vrouwen 1 tot 2 keer hoger was dan die door mannen. Een studie uit 2020, gepubliceerd in de American Law and Economics Review, liet hetzelfde zien: Meer dan 65% van de echtscheidingszaken in de VS werden ingediend door vrouwen. De trend wordt weerspiegeld door zoekgedrag op het internet, onderzocht in het Verenigd Koninkrijk. Het bleek dat 70% van de zoekvragen op internet door vrouwen werden ingediend. Ook in Nederland vragen vrouwen vaker een echtscheiding aan dan mannen.
Wat betreft echtscheidingsregelingen kregen vrouwen in 60% van de gevallen een betere - of aanzienlijk betere - regeling dan mannen - althans volgens de Grant Thornton-enquête uit 2004 in het VK. In 30% van de gevallen werden de activa 50-50 verdeeld en in slechts 10% van de gevallen bereikten mannen betere schikkingen (tegen 24% het voorgaande jaar). Uit statistisch onderzoek in Nederland (2004, 2008 en 2017) bleek echter dat na een echtscheiding de vrouwen  meestal koopkracht inleveren, terwijl mannen er op vooruit gaan. De eindsituatie heeft niet alleen te maken met de financiële regeling tijdens de procedure, maar ook met de verdiencapaciteit van de voormalige echtgenoot en de financiële zelfstandigheid.

## Echtscheiding en religie
Naast het burgerlijk huwelijk bestaan er ook religieuze of kerkelijke huwelijken. Religieuze huwelijken worden in Nederland en België niet erkend: er vloeien geen juridische rechten of plichten uit voort. Niettemin is het in beide landen verplicht om een burgerlijk huwelijk te sluiten vóór een eventueel (symbolisch) religieus huwelijk. Aangezien het religieus huwelijk niet wordt erkend, worden religieuze scheidingen - voor zover die worden toegestaan door de betreffende religieuze instantie - ook niet erkend.
Een uitzondering hierop vormen religieuze huwelijken die in het buitenland zijn gesloten en daar als zodanig juridisch worden erkend. Deze huwelijken worden in Nederland in principe wél erkend, en zodoende worden echtscheidingen van die huwelijken ook erkend. Dat is alleen niet het geval indien het huwelijk of de echtscheiding strijdig is met de Nederlandse rechtsorde. Een voorbeeld hiervan is echtscheiding door middel van verstoting: dit heeft geen juridische gevolgen in Nederland.

### Jodendom
Het jodendom kent de man het recht toe zijn vrouw te verstoten. Met name in de Talmoedische tijd was er echter discussie onder welke omstandigheden hij dit recht heeft. De rechtsscholen van Hillel en Sjammaj stonden hierin lijnrecht tegenover elkaar, maar uiteindelijk werd de soepelere school van Hillel gevolgd. Dit betekent dus aanvankelijk dat een Beet Dien een verzoek tot echtscheiding in principe zal inwilligen. In de Middeleeuwen echter werd binnen de Asjkenazische gemeenschap voor een tijdbestek van duizend jaar door Rabbi Gersjom de verzwaring ingesteld dat echtscheiding slechts mogelijk is met toestemming van de vrouw. Hoewel deze duizend jaar inmiddels verlopen is, is het gewoonterecht algemeen verbindend gebleven. Allebei de partners kunnen een echtscheiding dus blokkeren.
In gevallen waarin een van beide partners weigert te scheiden, zijn de gevolgen zeer verreikend. In geval het Beet Dien het scheidingsverzoek gegrond heeft verklaard, zal een proces op worden gestart om de weigerachtige partner toch te bewegen in te stemmen met de scheiding. Wanneer dit niet gebeurt zijn er in Israël verschillende dwangmiddelen. Buiten Israël is dat uiteraard niet het geval vanwege de scheiding van kerk en staat. Het gevolg is dan dat de partners voor de Joodse wet nog steeds getrouwd zijn. Krijgt de vrouw in zo'n geval kinderen, dan worden die beschouwd als mamzeriem oftewel kinderen geboren uit overspel. De gevolgen hiervan zijn omvangrijk, en dus zal een Beet Dien als zij het scheidingsverzoek gegrond acht altijd proberen de man in kwestie te bewegen tóch een scheidingsakte, de ĝet, te tekenen.

### Christendom
Het christendom baseert zich op de Bijbel die bestaat uit het Oude Testament en het Nieuwe Testament. In het Oude Testament staan in de Tien geboden. De tekst in Exodus hoofdstuk 20, vers 14 luidt: "Gij zult niet echtbreken". In de Nieuwe Bijbelvertaling is dit vertaald als "Pleeg geen overspel". In het Nieuwe Testament staat in het Evangelie volgens Marcus hoofdstuk 10, vers 9: "Wat God heeft verbonden, mag een mens niet scheiden." Ook op andere plaatsen in het Nieuwe Testament staan referenties naar echtscheiding.
Omdat het huwelijk in de Katholieke Kerk als sacrament wordt beschouwd (iets wat door God verbonden wordt en genade geeft) is het kerkelijk huwelijk in deze kerk onverbreekbaar ("Wat God verbonden heeft, scheide geen mens"). Het canoniek recht kent voor kerkelijk gesloten huwelijken in enkele welomschreven gevallen wel de mogelijkheid van de nietigverklaring van een kerkelijk huwelijk.

### Islam
De islam staat in het algemeen echtscheiding voor zowel vrouwen als mannen toe. Volgens sommige opvattingen binnen de islam wordt er een onderscheid gemaakt tussen de manier waarop de man en de vrouw een echtscheiding kunnen vragen en de gronden waarop dat gebeurt. Zo kan de man dikwijls scheiden door drie maal een verstoting uit te spreken, waarna dikwijls verplichte bemiddeling dient plaats te vinden in een overgangsperiode. In sommige islamitische landen dient een rechter de verstoting te bekrachtigen.
Kinderen worden na scheiding vaak tot hun zevende jaar door hun moeder grootgebracht en daarna door hun vader. Tot het zevende jaar heeft de vader wel een onderhouds- en verzorgingsplicht. De islam zet dus minder makkelijk een van de ouders buiten spel dan gebruikelijk in westerse landen. Wel maakt ze een groter onderscheid tussen de taken van vaders en moeders.